# Снежинский (Новосибирская область)
Снежинский — посёлок в Чулымском районе Новосибирской области. Входит в состав Чикманского сельсовета.

## География
Площадь посёлка — 9 га.

## История
В 1976 г. Указом Президиума ВС РСФСР посёлок фермы №3 совхоза «Чикманский» переименован в Снежинский.

## Население
| 2002 | 2007 | 2010 |
| ---- | ---- | ---- |
| 55   | ↘31  | ↘24  |

## Инфраструктура
В посёлке по данным на 2007 год функционируют 1 учреждение здравоохранения.